# Tipula ariadne
Tipula ariadne är en tvåvingeart som beskrevs av Mannheims 1954. Tipula ariadne ingår i släktet Tipula och familjen storharkrankar. Inga underarter finns listade i Catalogue of Life.